# Darja Sergejewna Wassiljewa
Darja Sergejewna Wassiljewa (russisch Дарья Сергеевна Самохина Васильева, englisch Daria Vasilyeva; * 12. August 1992 in Toljatti, geborene Darja Sergejewna Samochina) ist eine russische Handballspielerin.

## Karriere
Darja Wassiljewa lief ab dem Jahre 2007 für GK Lada Toljatti auf, bei dem sie später in der höchsten russischen Liga eingesetzt wurde. Mit Lada gewann sie 2014 den EHF-Pokal. Weiterhin erreichte die Außenspielerin 2016 das Finale des Europapokals der Pokalsieger. Im Sommer 2017 wechselte sie zum Ligakonkurrenten GK Astrachanotschka. Im Sommer 2021 beendete sie ihre Karriere. Nach einer einjährigen Pause setzte sie ihre Karriere bei Astrachanotschka fort. Da Wassiljewa unter Rückenprobleme litt, wurde ihr Vertrag im Januar 2023 im beiderseitigen Einvernehmen beendet.
Wassiljewa gehörte dem Kader der russischen Nationalmannschaft an. Im Jahre 2017 nahm sie mit Russland an der Weltmeisterschaft teil. Ein Jahr später errang sie bei der Europameisterschaft die Silbermedaille.

## Sonstiges
Ihr Ehemann Denis Wassiljew spielt ebenfalls Handball.